# Alberto Galán
Alberto Galán (Santander, 20 de noviembre de 1901-Ciudad de México, 5 de enero de 1977) fue un actor de cine mexicano de origen español, perteneciente a la Época de Oro del cine mexicano. Es conocido por haber protagonizado películas tales como Distinto amanecer y María Candelaria (ambas de 1943).

## Filmografía parcial
- Juárez y Maximiliano (1934)
- Cada loco con su tema (1939)
- Simón Bolívar (1942)
- Historia de un gran amor (1942)
- La virgen que forjó una patria (1942)
- Distinto amanecer (1943)
- María Candelaria (1943)
- Bugambilia (1945)
- La casa de la zorra (1945)
- Cantaclaro (1946)
- La mujer de todos (1946)
- Otra primavera (1950)
- Pueblito (1962)
- El padrecito  (1964)
- Su Excelencia (1967)